# 純州
純州（じゅんしゅう）は、中国にかつて存在した州。現在の河南省南陽市桐柏県一帯に設置された。
南北朝時代、南朝梁により設置された華州を前身とする。西魏により淮州、後に純州と改称された。605年（大業元年）に廃止され、顕州に統合された。

## 下部行政区画
- 上川郡
  - 義郷県
  - 淮南県
- 大義郡
  - 管轄県不詳
- 漢広郡
  - 平氏県